# Lahdim

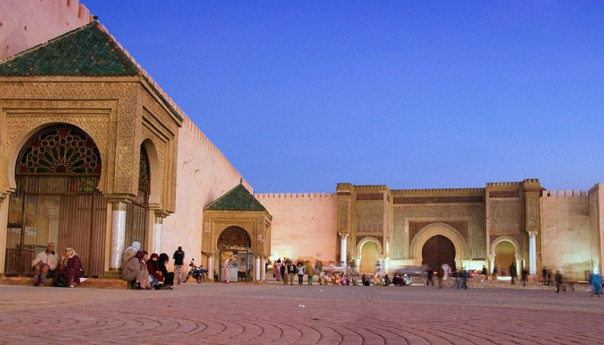
Place Lahdim

La place Lahdim (en arabe : ساحة الهديم, en français : place de la démolition) est la plus célèbre place publique de Meknès. Elle a été aménagée entre 1672 et 1674 par le sultan Moulay Ismaïl. C'est un espace de 200 m sur 90 m entre le tissu ancien de la médina et la nouvelle cité impériale construite par le sultan.

## Galerie

Coupe longitudinale de la place Lahdim

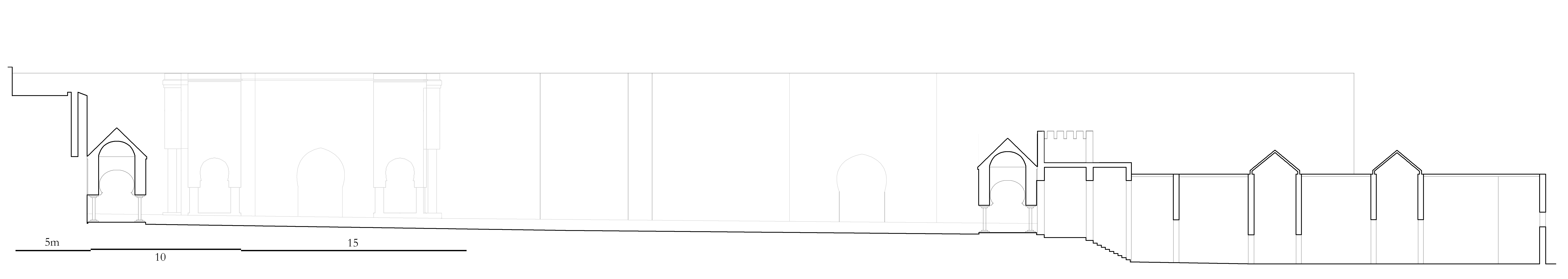
Coupe transversale de la place Lahdim